# Grupo Jané
El grupo Jané es un fabricante español de cochecitos para bebés, sillas de seguridad y productos de puericultura y maternidad. Jané es un grupo formado por las marcas Jané, Concord, Nurse y Be Cool. La compañía tiene su sede principal en Barcelona y exporta a alrededor de 50 países[cita requerida], suponiendo la venta de productos del Grupo Jané a países extranjeros un 40%-50% de la facturación total.

## Historia
Jané es una empresa familiar fue fundada en 1932 por Manel Jané, un barcelonés que tras diseñar un cochecito para su hijo como reto personal, transformó la cerrajería heredada de su padre en una fábrica de cochecitos.
Hacia los 80, Jané ya es una marca nacional consolidada en el mercado español que además diseña y comercializa productos de puericultura, y poco a poco empieza a afianzarse en su expansión internacional. Además, en 1981 se creó la marca Nurse, con menos líneas de negocio y diseños más sencillos.
A principios de los 90, decide introducirse en el mercado de las sillas de seguridad. En 2003 crea el Jané Crash Test, un simulador de choque privado para desarrollar sillas de seguridad infantiles.
En 2004 Jané se consolidó como Grupo Jané adquiriendo la empresa alemana Concord. Actualmente, las tres marcas se distribuyen dentro y fuera de España, cada una con su público estratégico y objetivos distintos.
En 2007 con motivo del 75 aniversario de su creación se lanza el modelo de cochecito Carrera.
En el año 2011 se crea la marca Be Cool, con unos diseños enfocados a un público más joven, urbano y con productos con una excelente relación calidad precio.

En 2020 Jané lanza la silla de seguridad infantil Groowy, el primer sistema de retención infantil que cumple la normativa R-129 conocida como iSize y que es válido para todas las etapas de crecimiento del niño. La silla Groowy también ha sido reconocida con el Premio Delta de diseño la Asociación ADI-FAD.

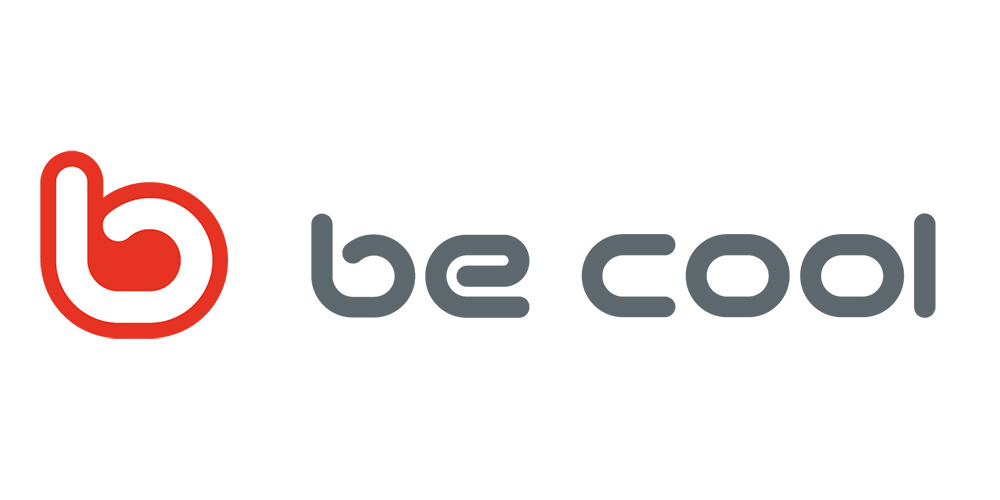
Logo BeCool
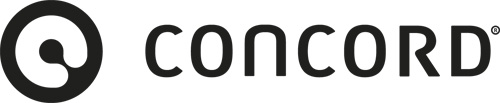
Logo Concord
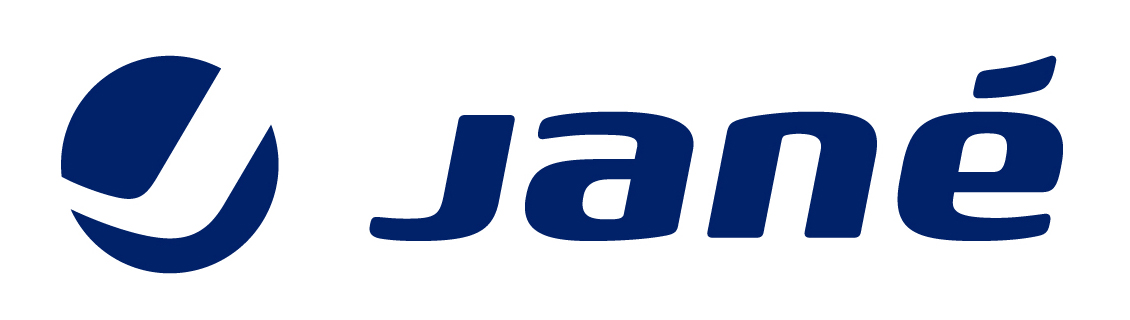
Logo Jané

## Compromiso Social
Durante muchos años Jané ha colaborado con Unicef ayudando a proteger a los niños contra la malaria en la República Democrática del Congo.
Desde 2007 Jané colabora con la seguridad de los más pequeños acogiendo las visitas de escolares y dándoles formación en seguridad vial a través del programa Jané Educa.

## Productos
Los sectores del mercado infantil en los que Jané participa son los siguientes: 
- Carritos de bebé y sillas de paseo ligeras.
- Accesorios para cochecitos: bolsos para carritos, sacos, colchonetas, muselinas, etc.
- Seguridad: Sistemas de retención infantil en el automóvil.
- Puericultura: tronas, hamacas, bañeras, hamaquitas, cunas, etc.
- Alimentación infantil y accesorios alimentarios: vajillas, termos, baberos, esterilizadores, etc.
- Higiene: esponjas, tijeritas, orinales, etc.
- Juguetes: sonajeros, doudous, etc.